# Levan
Levan je nenaseljeni otočić u Medulinskom otočju, koje se nalazi u Medulinskom zaljevu, na jugu Istre. Od kopna je udaljen oko 280 metara. Pripada općini Ližnjan.
Površina otoka je 67.955 m2, duljina obalne crte 1160 m, a visina 11 metara.